# 15-я смешанная авиационная дивизия ВМФ
15-я смешанная авиационная дивизия ВВС ВМФ — воинское соединение Вооружённых СССР во Второй мировой войне.

## История наименований
Условное наименование - в/ч 90270
15-я смешанная авиационная дивизия Амурской ВФ
15-я смешанная авиационная дивизия ВВС ВМФ (СТОФ)
15-я истребительная авиационная дивизия ВВС ВМФ

## История дивизии
В конце 1944 года в составе Амурской военной флотилии началась формирование 15-й смешанной авиационной дивизии. Местом её дислокации стало село Софийское-на-Амуре. Формирование было завершено 4 июля 1945 года. 
В начале августа 1945 г. 15-я САД из АмВФ была передана в состав ВВС СТОФ. В дивизию вошли: 117-й МДРАП, вновь сформированные 58-й и 59-й ИАП. Также имеется спорная информация  о наличии в составе дивизии 56-го ШАП.
Задачами дивизии на период боевых действий с Японией являлась воздушная разведка в акватории северной части Татарского пролива (Николаевск-на-Амуре, Де-Кастри) и истребительное прикрытие объектов на побережье.
05.11.45 года управление дивизии передислоцировано с аэродрома Софийское на аэродром Знаменское и выделено в составе 3-го АК из ВВС СТОФ в состав Сахалинской военной флотилии (циркуляр НШ ТОФ № 0234 от 08.12.1945).
31 января 1946 года 15-я САД передаётся из состава ВВС СТОФ в 3-й АК Сахалинской ВФ.
1 сентября 1946 года расформирован 117-й МДРАП.
В 1947 году дивизия передаётся в состав ВВС 7-го ВМФ. В декабре расформирован 56-й ШАП, а спустя несколько месяцев в дивизию передан 570-й МТАП на самолётах Ту-2.
В 1950 году из-15-й в 16-Ю САД передаётся 42-й ИАП, взамен в дивизию передан 58-й ИАП. Осенью этого года на аэр. Знаменское формируется учебная эскадрилья для переучивания на реактивную технику - 655-я ОУТАЭ.
18 октября 1951 года на основании директивы НШ 7-го ВМФ № 41/0044 15-я САД подлежит переформированию в 15-ю истребительную авиационную дивизию, с базированием управления на аэр. Знаменское. 570-й МТАП выводится из состава дивизии и становится отдельным, а в составе дивизии числится 58-й ИАП и 655-я ОУТАЭ
12 мая 1953 года в 15-ю ИАД передан из 16-й дивизии 59-й ИАП, а немного позднее и 41-й ИАП.
На 10 июня 1953 года в составе дивизии числились: 41-й, 58-й, 59-й ИАПы и 655-я ОУТАЭ. На основании Приказа МО СССР № 0054 7-я ИАД передаётся из состава ВВС 7-го ВМФ в состав 105-го АК ВВС ТОФ, которое к тому времени было передислоцировано из Порт-Артура в Советскую Гавань. 30-го октября в дивизию передан 42-й ИАП.
15.02.1954 года управление дивизии переехало с аэродрома Знаменское на аэродром Постовая. Расформирована 655-я ОУТАЭ.
В феврале 1957 г., в связи с образованием Отдельной Дальневосточной армии ПВО (в последующем — 11-я ОА ПВО), в неё из авиации флота был передан ряд истребительных соединений и частей, в том числе 41-й ИАП и 42-й ИАП из состава 15-й ИАД. В дивизии остались два полка - 58-й (аэр. Постовая) и 59-й (аэр. Корсаков), оба на МиГ-17.
1 октября 1960 года, в связи с сокращением ВС СССР и на основании директивы ГШ ВМФ №ОМУ/1/13030 от 27.03.1960 г. управление 15-й ИАД, 58-й ИАП и 59-й ИАП расформированы.

## Состав дивизии в 1945 г.
117-й МРАП ВВС ВМФ (МБР-2, PBN-1)
58-й ИАП ВВС ВМФ (АС Мариинское)
59-й ИАП ВВС ВМФ (Як-9, АС Николаевск-на-Амуре)

## Командиры
- подполковник Михайлов М.П. (1945-1947)
- Алексеев А. В. (1947-1948)
- подполковник Мазуренко, Алексей Ефимович (1948 год, ВРИО)
- Шевченко С. М. (1948-1951)
- Питерцев К. А. (1951-1957)
- Бурцев М. И. (1957-1960)

## Благодарности Верховного Главнокомандующего
Дивизии за овладение всей Маньчжурией, Южным Сахалином и островами Сюмусю и Парамушир из группы Курильских островов, главным городом Маньчжурии Чанчунь и городами Мукден, Цицикар, Жэхэ, Дайрэн, Порт-Артур объявлена благодарность.